# Mistrzostwa Świata Juniorów w Judo 2010
Mistrzostwa Świata Juniorów w Judo 2010 – zawody sportowe, które odbyły się pomiędzy 21 i 24 października w marokańskim Agadirze.

## Reprezentacja Polski

### kobiety
- Karolina Pieńkowska – odpadła w eliminacjach (48 kg)
- Joanna Stankiewicz – odpadła w eliminacjach (48 kg)
- Zuzanna Pawlikowska – odpadła w eliminacjach (52 kg)
- Arleta Podolak – odpadła w eliminacjach (52 kg)
- Izabela Mirus – odpadła w eliminacjach (57 kg)
- Anna Brysz – odpadła w eliminacjach (63 kg)
- Halima Mohamed-Seghir – odpadła w eliminacjach (63 kg)
- Karolina Tałach – odpadła w eliminacjach (70 kg)
- Kamila Wasek – odpadła w eliminacjach (+78 kg)

### mężczyźni
- Łukasz Golus − odpadł w eliminacjach (60 kg)
- Łukasz Kiełbasiński − odpadł w eliminacjach (60 kg)
- Grzegorz Lewiński − odpadł w eliminacjach (66 kg)
- Aleksander Beta − odpadł w eliminacjach (66 kg)
- Marek Lisowski − odpadł w eliminacjach (81 kg)
- Jakub Zarzeczny − odpadł w eliminacjach (90 kg)
- Tomasz Tałach − 7. (+100 kg)
- Damian Nasiadko − odpadł w eliminacjach (+100 kg)

## Medale

### Mężczyźni
| Konkurencja: | Złoto:                | Srebro:             | Brąz:                              |
| −55 kg       | Yeldos Smetow         | Seiken Fujisawa     | Fabio Basile Zaur Kałaszow         |
| −60 kg       | Toru Shishime         | Ilias Izmagiłow     | Kyosuke Nishio Jakub Szamiłow      |
| −66 kg       | Kento Shimizu         | Nauryzbek Majlaszew | Yuki Hashiguchi Rifat Rahmatulajew |
| −73 kg       | Alexander Wieczerzak  | Hannes Conrad       | Asłan Łapinagow Zebeda Rehiaszwili |
| −81 kg       | Awtandil Czrikiszwili | Yuichi Kitano       | Krisztián Tóth Jun Toyoda          |
| −90 kg       | Magomed Magomiedow    | Hwang Min-ho        | Szahin Gahramanow Gabor Ver        |
| −100 kg      | Ryūnosuke Haga        | Kim Young-hun       | Wiktor Demianienko Feyyaz Yazici   |
| +100 kg      | Takeshi Ojitani       | Wang Hao            | Cho Gu-ham Roy Meyer               |

### Kobiety
| Konkurencja: | Złoto:           | Srebro:          | Brąz:                                |
| −44 kg       | Sakiho Hamada    | Agueda Silva     | Angelina Bombara Ebru Sahin          |
| −48 kg       | Miri Toda        | Momo Tamaoki     | Nathalia Brigida Scarlett Gabrielli  |
| −52 kg       | Anzu Yamamoto    | Eleudis Valentim | Priscilla Gneto Tugba Zehir          |
| −57 kg       | Helene Receveaux | Rachelle Plas    | Iwelina Iljewa Terumi Kaneko         |
| −63 kg       | Miku Tashiro     | Vlora Bedeti     | Kathrin Unterwurzacher Zheng Jialing |
| −70 kg       | Kim Poliing      | Natsumi Baba     | Kim Seong-yeon Terumi Kaneko         |
| −78 kg       | Mayra Aguiar     | Ana Velensek     | Ivana Maranić Misaki Shimoda         |
| +78 kg       | Manami Inoue     | Hao Yan          | Sonia Asselah Yasuna Yamamoto        |